# クスコ・アル
クスコ・アルは、小説『機動戦士ガンダムII』（富野喜幸著）に登場する架空の人物。
モビルアーマー「エルメス」の専属パイロット（ゲーム作品での声は榊原良子）。

## 人物
頭髪は栗色（ゲーム作品ではピンク色）。エルメスのパイロットとしてララァよりも優秀であり、ニュータイプ能力も高いとされる。幼少時にはバイオリンを父から習っており、「G線上のアリア」を弾く際には左手小指のフィンガリングが甘く、半音もズレた音を出していたらしい（作中の描写から、両親は地球連邦軍兵士に虐殺されており、クスコ自身も性的暴行を受けたことが示唆されている）。

## 劇中での活躍
サイド6船籍の貨物船「カセッタIII」の乗組員として登場。一年戦争終盤、テキサス・コロニーでララァ・スンの操縦するエルメスと相打ちになり、ガンダムを放棄してコア・ファイターで宇宙空間を漂っていたアムロ・レイを救助する。機密保持のために同機を破壊するアムロを「坊や」と呼ぶほか、カセッタIIIの船長に詰問された際には同機が爆発した時間帯にアムロと2人で自分のベッドに居たと主張するなど、彼に協力的な立場を取る。実は、この時点ですでにフラナガン機関によってニュータイプ兵士としての訓練を受けていたとされる。
アムロをサイド6に届けた直後、シャア・アズナブルがキシリア・ザビの命で編成したニュータイプ部隊に配属される。階級は中尉。最初の模擬戦ではシャアの部隊のリック・ドム6機を一瞬のうちに単機で殲滅し、パイロットとしてのきわめて高い能力を見せつける。
テキサス・コロニーでのペガサス（アニメにおけるホワイトベースに相当するホワイトベース級1番艦）大破後、新たにホワイトベース級2番艦「ペガサス・ジュニア」を核に編成された地球連邦軍のニュータイプ部隊「127戦隊」とは、グラナダ攻防戦の緒戦で初接触し、サラミス級巡洋艦2隻を短時間で撃沈するという戦果を挙げる（そのうち1隻はリック・ドムによるものとも考えられる）。しかし、この戦闘でアムロの操縦するガンダム（アニメに登場する2号機とは異なり、識別ナンバー「G3」と呼ばれる3番機をオーバーホールしてマグネット・コーティング処理をした機体という設定）にかすり傷を負わされる。
二度目の接触は「コレヒドール暗礁」と呼ばれる小惑星帯での戦闘で、ここでアムロのガンダムに撃墜される。クスコが戦死する瞬間、アムロは彼女の過去を幻視する。

## その他
『MSV』においても、エルメス2号機のパイロットとして存在が確認されている。しかし、どういう活躍をしたのかは不明。
『ガンダム記録全集』の「トミノメモ」によれば、『機動戦士ガンダム』の4クール放映時にデギン・ザビの秘書として登場する予定であった。それによれば、連邦へ降伏するデギンに付き添ってホワイトベースに乗船するが、ジオン公国の生命線といえる木星船団への襲撃を知ったために艦を脱出し、それを知ったブライト・ノアに射殺されるというものであった。